# Мілос
Мі́лос (грец. Μήλος) — вулканічний острів в Егейському морі, в архіпелазі Кіклади; територія Греції. Площа 160 км².
Острів відомий статуєю Венери Мілоської (інакше Афродіти Мілоської зараз у Луврі), статуями богів Асклепія, Посейдона, Аполлона.
Острів обслуговується аеропортом Міжнародний аеропорт острів Мілос.

## Історія

### Мінойський період

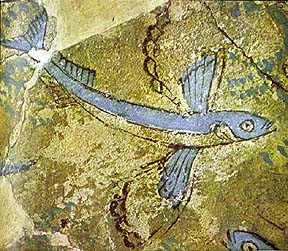
«Літаюча риба» Мілосу

Мілос — один з перших заселених Кікладських островів. Про це свідчать руїни епохи неоліту біля селища Філакопі на північно-східному узбережжі острова, а також оброблені шматки обсидіану, поклади якого на Кікладах є тільки на Мілосі. Наявність цієї породи, яка нагадує скло, і використовувалася для виготовлення кам'яних знарядь праці, зіграло важливу роль у розвитку острова. Обсидіан з Мілосу став використовуватися людьми 13 000 років тому. Трохи пізніше обсидіан з Мілосі став широко використовуватися на всьому Близькому Сході і служив головним джерелом торгівлі острова.
Положення Мілосу між материковою Грецією та Критом і видобуток обсидіану зробили острів важливим центром мінойської цивілізації. У селища Філакопі британські археологи розкопали залишки міського муру та палацу мінойської епохи з дуже цікавими настінними малюнками. Особливо знаменитою стала фреска із зображенням «літаючої риби», знайдена в руїнах палацу Мілосу. Мінойське місто було обнесене подвійною стіною і забудоване прямокутними будинками. Археологами відкриті густі мережі вулиць, що перетинаються під прямим кутом, а також комплекс великих будівель, ймовірно палацових, з мегароном в центрі. Мінойська епоха представлена на Мілосі трьома шарами. Старовинні нижній шар — 2400—2000 р. до н. е. представлений керамікою та виробами, виточеними за допомогою обсидіану. Обсидіан все ще використовували для виготовлення знарядь. Металевих речей знайдено мало. Але при цьому знахідки свідчать, що жителі Філокопі тієї епохи знали свинець, покривали свої судини блискучою фарбою, прикрашали їх спіралеподібними візерунками. Безсумнівно Філокопі був у ту епоху великим культурним центром, що зберіг своє значення й пізніше. Середній шар — 2000—1600 рр.. до н. е. відноситься вже до средньокікладської культури, яка перебувала під сильним впливом Криту. У цьому шарі трапляються вази стилю камарес і натуралістичні стінні розписи (можливо, виконані критським майстрами). Саме до цього прошарку відносять і фрески з «літаючими рибами». Поселення було зруйновано пожежею, однак майже негайно йому наслідували нове укріплене поселення у верхньому шарі. У верхньому шарі знайдені судини «палацового» критського" стилю і піздньомікенські (тобто острів зазнав сильного культурного впливу мікенської цівілілізації). Після 1200 р. до н. е. поселення біля селища Філокопі зникає. Мабуть це пов'язано з завоюванням острову дорійцями, що припливли на острів з Пелопоннесу.

### Історичний період
За повідомленням  Стефана Візантійського острів був колонізований фінікійцями і певний час іменувався Біблісом (дав.-гр. Βυβλίς), імовірно на честь близькосхідного Бібла. Це може означати, що й переселенці були біблітами — хоча в літературі поширена версія, що метрополією усіх фінікійських колоній був Тір.

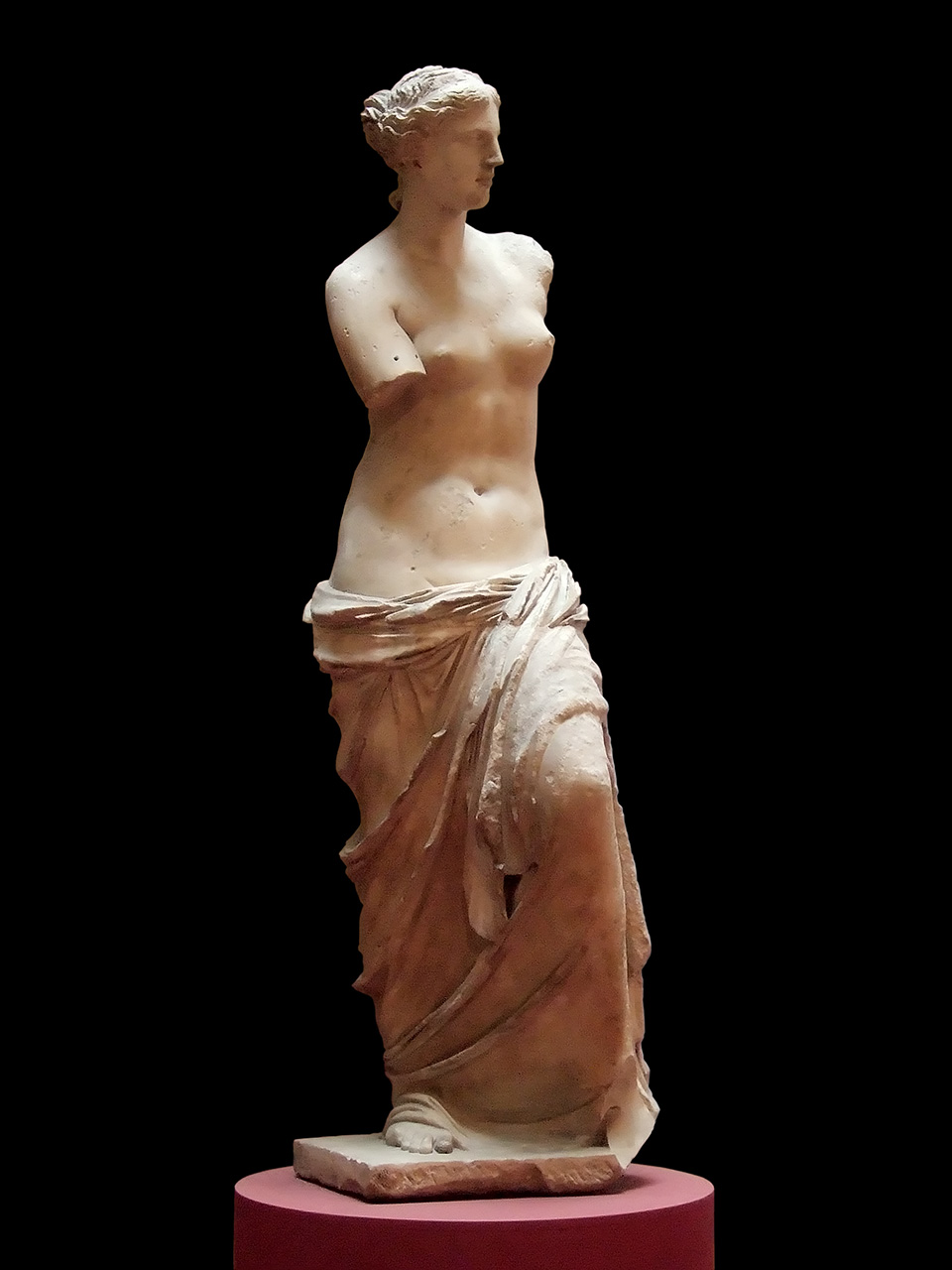
Венера Мілоська — найвідоміша знахідка на острові

Острів переживав свій розквіт в VI — V століттях до н. е. Археологи виявили на Мілосі велику серію знахідок, що відносяться до цього періоду — піфоси і вази із зображеннями міфологічних об'єктів і різноманітним орнаментом, а також серію теракотових малюнків.
Мілосці брали участь на стороні греків у битві при Саламіні. Дорійці Мілосу змогли відхилитися від участі в Афінському морському союзі і намагалися зберегти нейтралітет у Пелопоннеській війні. Однак у 415 році афіняни атакували острів і завоювали його. Усі чоловіки острова були вбиті, а жінки і діти звернені в рабство. На острові оселилося 500 афінських колоністів. Історик Фукідід присвятив цій події одну зі своїх знаменитих промов у своїй «Історії». Після перемоги у Пелопоннеській війні спартанець Лісандр відновив присутність дорійців на острові, але Мілосу так і не вдалося досягти колишнього процвітання.
У перші століття нашої ери на острові з'явилися емігранти з Юдеї, серед них виявилося багато християн (саме з ними пов'язані християнські катакомби Мілосу). У 1204 році острів став частиною Наксоського герцогства. У 1341—1383 році острів був самостійною феодальною державою під управлінням нащадків дочки Марко Санудо. У 1383 році острів знову стає частиною Наксоського герцогства, потім власне Венеції. У 1547 році острів став частиною Османської імперії, в 1831 році увійшов до складу новоутвореної держави Греція.

## Географічне розташування

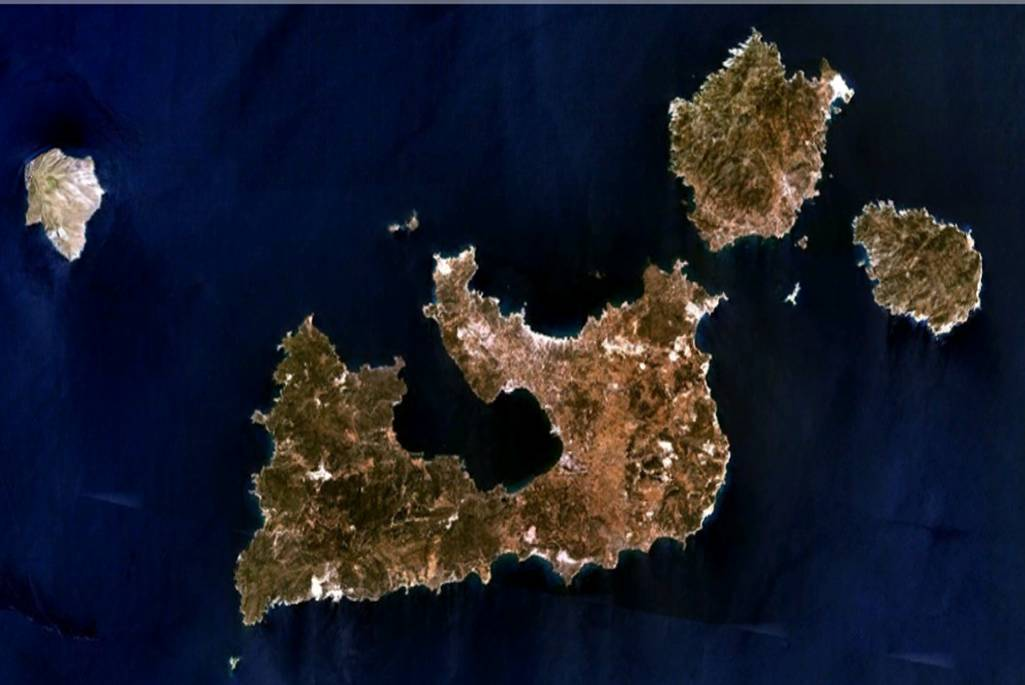
Мілос та сусідні острови Кімолос (північний острів), Поліайгос (східний), Антімілос (західний)

Мілос — найбільш південно-західніший острів Кікладських острів, розташований приблизно за 120 кілометрів від узбережжя Лаконії. Знаходиться на північному заході від Санторіні, на південь від Сіфносу та Серіфосу. Довжина острова з заходу на схід близько 23 кілометрів, з півночі на південь близько 13 кілометрів. Більшу частину острова займають гори. Найвища точка Мілосу гора Еліас з висотою 748 метрів розташована на заході острова. Острів складений породами вулканічного походження, серед них зустрічаються туф і обсидіан. Природна бухта острова (з глибинами від 50 до 130 метрів) — це колишнє жерло погаслого кратера, розташоване в північній частині острова і ділить Мілос на дві приблизно рівні частини. На східному березі цієї бухти є багаті сірою гарячі джерела.

## Природні ресурси

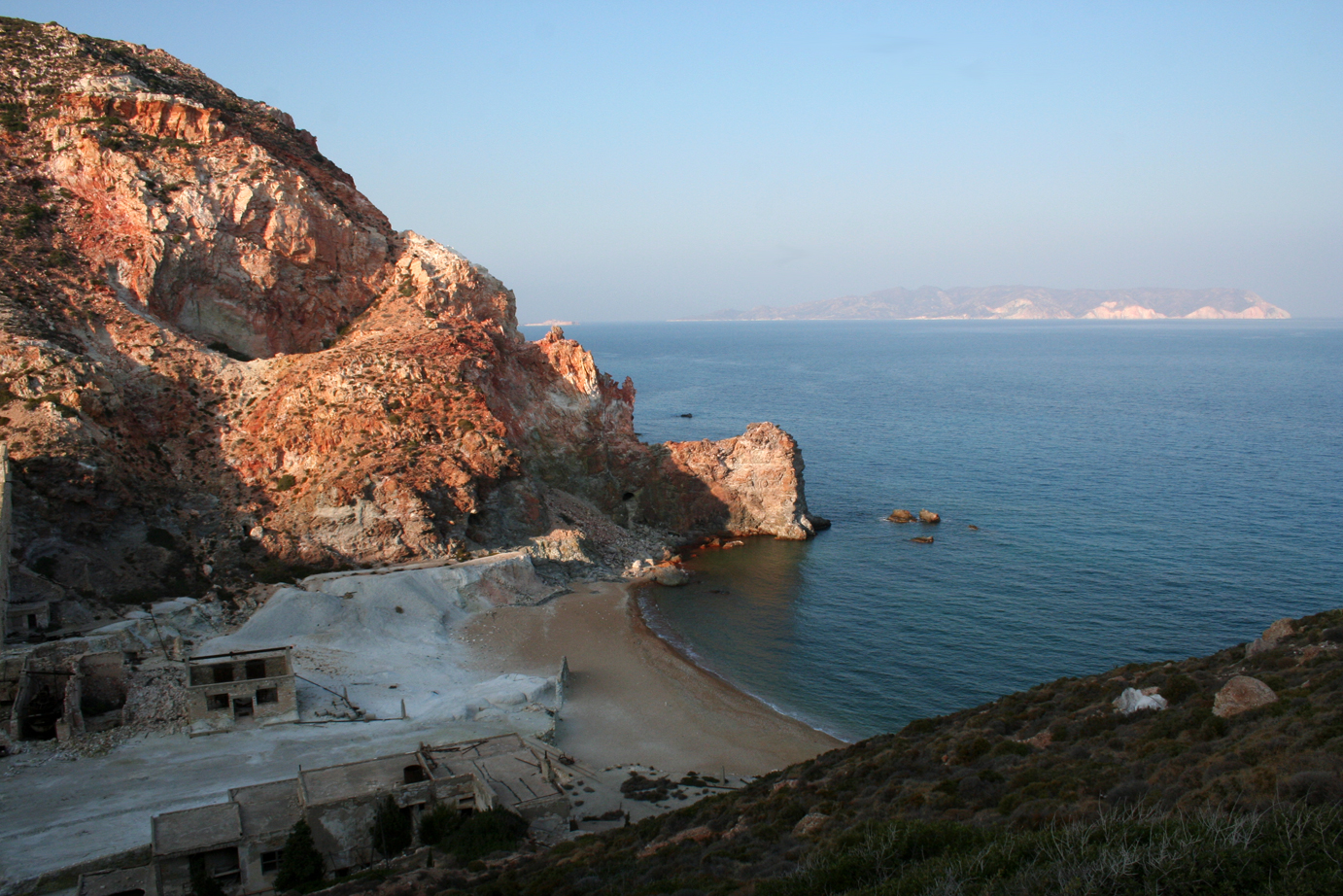
Шахта на острові Мілос

На острові добувають бентоніт, перліт, пуцолан і невелику кількість каоліну. Острів з часів неоліту служив джерелом обсидіану для всього басейну Егейського моря. У минулому на острові добували також сірку, гіпс і барит. Пліній Молодший згадує, що на початку н. е. галуни з острова експортувалися до Єгипту. З сільськогосподарських культур на острові вирощують апельсини, оливи, виноград і тамарикс.

## Видатні місця

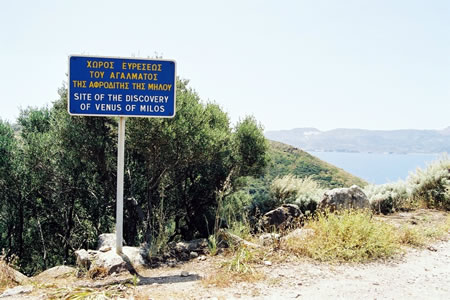
Місце, де знайшли Венеру Мілоську

Основна гавань острова — селище Адамас. У Адамасі є гарна церква святої Трійці, Історичний Музей (музей металів) з багатою експозицією корисних копалин острову та англо-французьке військове кладовище з похованнями солдатів Кримської та двох світових воєн. Плака — нинішня столиця острова і одне з найбільш мальовничих селищ Кіклад. Знаходиться на скелі біля входу в затоку на висоті 200 м. З Мармару, з брукованими плитами двором Богородиці Корфіатісси, відкривається неповторний вигляд, а захід сонця, який можна спостерігати звідси, — одна з найчарівніших на Егейському морі. У Плака не можна потрапити на автомобілі, тому що дорога дуже вузька і єдиний транспорт доступний жителям Плаки — мотоцикли і мопеди. У Плаці є замок XIII століття, побудований хрестоносцями, який стоїть над церквою Богородиці Талассітри (Морський), що відрізняється прекрасною архітектурою. У Плаці є також Археологічний Музей із гіпсовим зліпком знаменитої статуї Афродіти, а також Етнографічний Музей.
На південь від Плаки, між селищем Тріпіті і приморським селищем Клима знаходився античне місто Мелос. На місці його збереглися руїни міських стін, фундамент храму і залишки римського театру. У 1820 році поблизу театру один з місцевих селян і знайшов статую Афродіти (легендарна Венера Мілоська). У той час в порту стояв французький військовий корабель «Естафета». За клопотанням французького посла в Константинополі французи отримали статую і відвезли її до Франції.
На південний схід від античного мелосу знаходяться знамениті катакомби — ранньохристиянський некрополь III ст. н. е.., єдиний в Греції. Катакомби складаються з підземного центрального коридору і чотирьох інших коридорів менших розмірів загальною довжиною 185 м, які сполучаються з центральним, маючи по обидва боки висічені в скелі поховання з арочними склепіннями. В катакомбах, які були не тільки некрополем, але й культовим місцем, імовірно поховано 2 000 християн.
На острові є кілька печер. Печера Папафранка поблизу Філакопі утворена чотирма величезними білими скелями. Це три перехідні одна в іншу печери. Їх можна відвідати на човні, і вони являють собою виключне по красі видовище. У середні віки використовувалися піратами як притулок. Їх чарівний вид доповнює фантасмагоричну велич Островів чайок (Гларонісья), що височать прямо навпроти печер. Печера Сікія — наймальовничніша з морських печер Мілосу на південно-західній окраїні острова, що височіє над західним узбережжям. Печера відрізняється чудовими фарбами. Потрапити в неї можна з боку монастиря Святого Іоанна (або з боку моря).